# Августінович Дмитро Вікторович
Дмитро́ Ві́кторович Августінович (нар. 31 січня 1970) — український військовослужбовець, офіцер військової розвідки, підполковник Збройних сил України, командир розвідувальної роти, заступник командира роти спеціального призначення, командир стрілецької роти, начальник штабу та, надалі, командир окремого стрілецького батальйону, брав участь у російсько-українській війні у 2014—2015 роках та у відбитті російського вторгнення в Україну 2022 року.

## Нагороди
- Орден "За мужність III ступеня" за особисту мужність, сумлінне та бездоганне служіння Українському народові, зразкове виконання військового обов'язку (Указ Президента України  № 622/2015 від 03.11.2015 року)

- Відзнака Начальника Генерального Штабу — нагрудний знак «Учасник АТО»
- Медаль УПЦ КП «За жертовність і любов до України» (Указ Патріарха Київського і всієї Руси-України №16607 від 29.12.2016)
- Медаль за мужність, патріотизм та високу громадянську позицію від громади міста Києва “Честь. Слава. Держава" (Розпорядження Київського міського голови №152 від 19.02.2019)
- Почесний нагрудний знак “За досягнення у військовій службі” ІІ ступеня (Наказ Головнокомандувача ЗСУ №256 від 15.03.2022)
- Відзнака “Вогнепальна зброя" (Наказ Міністра оборони №1201 від 09.12.2022)
- Нагрудний знак “За зразкову службу” (Наказ Міністра оборони України №62 від 19.01.2023)
- Почесний нагрудний знак “Срібний Хрест” (Наказ Головнокомандувача ЗСУ №1352 від 22.06.2023)
- Грамота та пам’ятна медаль “За стійкість” (Наказ командира 23осб №224 від 10.08.2023)
- Медаль “10 років сумлінної служби" (Наказ Міністра оборони України №1476 від 18.11.2023)
- Медаль “За сприяння в обороні Броварського району” (Наказ №1 керівника сектору оборони міста Київ №13 від 01.04.2024)
- Відзнака командира 63омбр “За сумлінну службу" (Наказ командира 63омбр №508 від 03.05.2024)